# Galerita bicoloripes
Galerita bicoloripes är en skalbaggsart som beskrevs av Reichardt. Galerita bicoloripes ingår i släktet Galerita och familjen jordlöpare. Inga underarter finns listade i Catalogue of Life.